# Liste der Naturdenkmäler in Wien/Ottakring
Die Liste der Naturdenkmäler in Wien/Ottakring listet alle als Naturdenkmal ausgewiesenen Objekte im 16. Wiener Gemeindebezirk Ottakring auf. Bei den fünf Naturdenkmälern handelt es sich laut Definition der Stadt Wien um drei Einzel-Naturdenkmäler und zwei Flächige Naturdenkmäler.

## Naturdenkmäler
| Foto |                 | Name                                                | ID  | Standort                                                         | Beschreibung | Fläche | Datum      |
| ---- | --------------- | --------------------------------------------------- | --- | ---------------------------------------------------------------- | --- | ------ | ---------- |
| 1    | Datei hochladen | Standort der Grünen Schneerose (Helleborus viridis) | 90  | Wien, Wolfsgraben KG: Ottakring Standort                         | Die geschützte Fläche im Wolfsgraben beherbergt das einzig bekannte Vorkommen der Grünen Schneerose (Helleborus viridis). |        | 19.10.1938 |
| 1    | Datei hochladen | Geologischer Aufschluss                             | 116 | Wien, Spiegelgrundstraße 3 KG: Ottakring GrStNr: 3557 Standort   | Der Geologische Aufschluss befindet sich vor und gegenüber der Adresse Spiegelgrundstraße 3. Es handelt sich um vulkanisches Gestein, einem Pikritgang im Flysch, der eine petrografische Rarität in Wien darstellt.Anmerkung: Der Aufschluss erstreckt sich über die Bezirke Ottakring und Penzing.             |        | 09.05.1939 |
| 1    | Datei hochladen | Ginkgobaum (Ginkgo biloba)                          | 527 | Wien, Hertlgasse 3 KG: Ottakring GrStNr: 345/8 Standort          | Das Naturdenkmal bestand ursprünglich neben dem Ginkgo (Ginkgo biloba) auch aus einer Ulme, wobei die beiden Bäume auf ein Alter von rund 90 Jahre geschätzt wurden. Die Unterschutzstellung erfolgte auf Grund der Eigenart und wegen ihrer relativen Seltenheit.                                               |        | 08.09.1970 |
| 1    | Datei hochladen | Blutbuche (Fagus sylvatica purpurea)                | 796 | Wien, Wilhelminenstraße 136 KG: Ottakring GrStNr: 586/2 Standort | Auf der Grünfläche neben dem Haus in der Wilhelminenstraße 136 steht die 2008 unter Schutz gestellte Blutbuche (Fagus sylvatica purpurea). Der Baum wies in diesem Zeitraum in einem Meter Höhe einen Stammumfang von 2,50 Meter, einen Kronendurchmesser von rund 17 m und eine Höhe von ungefähr 19 Meter auf. |        | 10.10.2008 |

## Ehemaliges Naturdenkmal
| Foto |                 | Name                            | ID  | Standort                                                    | Beschreibung | Fläche | Datum      |
| ---- | --------------- | ------------------------------- | --- | ----------------------------------------------------------- | --- | ------ | ---------- |
| 1    | Datei hochladen | Weymouthskiefer (Pinus strobus) | 528 | Wien, Vogeltenngasse 9 KG: Ottakring GrStNr: 345/3 Standort | Die Weymouthskiefer (Pinus strobus) wurde auf ein alter von rund 90 Jahre geschätzt. Ihren Schutzstatus verdankte die Kiefer ihrer Eigenart und wegen ihrer relativen Seltenheit. |        | 07.09.1970 |

| Foto:                    | Fotografie des Naturdenkmals. Klicken des Fotos erzeugt eine vergrößerte Ansicht. Daneben finden sich zwei Symbole: \| Weitere Bilder vorhanden \| Das Symbol bedeutet, dass weitere Fotos des Objekts verfügbar sind. Durch Klicken des Symbols werden sie angezeigt. \| \| Eigenes Foto hochladen \| Durch Klicken des Symbols können weitere Fotos des Objekts in das Medienarchiv Wikimedia Commons hochgeladen werden. \| |
| Name:                    | Bezeichnung des Naturdenkmals laut offiziellen Quellen |
| ID                       | Identifikator |
| Standort:                | Es ist die Gemeinde und falls vorhanden die Adresse angegeben. Darunter sind die Katastralgemeinde (KG) und die Grundstücksnummer angeführt. Durch Aufruf des Links Standort wird die Lage des Denkmals in verschiedenen Kartenprojekten angezeigt. |
| Beschreibung             | Kurze Beschreibung des Naturdenkmals |
| Fläche                   | Fläche des Naturdenkmals in Hektar (ha) |
| Datum                    | Datum oder Jahr der Unterschutzstellung |
| Weitere Bilder vorhanden | Das Symbol bedeutet, dass weitere Fotos des Objekts verfügbar sind. Durch Klicken des Symbols werden sie angezeigt. |
| Eigenes Foto hochladen   | Durch Klicken des Symbols können weitere Fotos des Objekts in das Medienarchiv Wikimedia Commons hochgeladen werden. |